# Opština Šavnik
Opština Šavnik (serbiska: Општина Шавник, Шавник) är en kommun i Montenegro. Den ligger i den centrala delen av landet. Antalet invånare är 2 947.
Följande samhällen finns i Opština Šavnik:
- Šavnik